# Adolf Roesch
Adolf Roesch ist ein deutscher Manager. Seit September 2024 ist er Vorstandsvorsitzender des Lausitzer Energieversorgers LEAG.

## Leben

### Ausbildung
Adolf Roesch absolvierte zwischen 1986 und 1988 eine Lehre als Bankkaufmann in der Stadt- und Kreissparkasse Pforzheim und studierte anschließend ab 1989 Wirtschaftsingenieurwesen an der Universität Karlsruhe (TH), wo er 1995 mit Diplom abschloss.

### Beruflicher Werdegang
Im April 2008 trat Roesch eine Position als Global Director für Lieferkettenmanagement und Service-Werkstätten bei der Alstom-Gruppe in Zürich an, wo er nach zwischenzeitlicher Leiter des Deutschlandgeschäfts zuletzt bis Dezember 2014 als Managing Director fungierte. Bei General Electric (GE) war er zwischen Dezember 2012 und März 2017 unter anderem Sprecher der Geschäftsführung der General Electric GmbH und Mitglied des Vorstands der GE Power AG. Im April 2017 trat er als Geschäftsführender Vorsitzender der Köster GmbH in die Köster Holding SE ein, die er im Juli 2023 als Vorstandsvorsitzender des Konzerns verließ. Die Aufsichtsräte der Lausitz Energie Bergbau AG und der Lausitz Energie Kraftwerke AG beriefen Roesch „überraschend“ zum 19. September 2024 zum Vorstandsvorsitzenden der LEAG, als der er auch die Ressorts Kraftwerke und Technische Services anleiten wird.

### Sonstige Positionen
Roesch ist seit Juli 2013 Mitglied bei Rotary International und seit April 2015 Mitglied im Ausschuss für Industrie und Forschung der Industrie- und Handelskammer (IHK) in Mannheim. Zwischen Oktober 2014 und März 2017 war Roesch Mitglied im Vorstand Power Systems des Verbands Deutscher Maschinen- und Anlagenbau (VDMA) und zwischen Oktober 2014 bis April 2017 Mitglied im engeren Beirat Nordbaden/Pfalz des Vereins Deutscher Ingenieure (VDI).